# Eumenes rethoides
Eumenes rethoides är en stekelart som först beskrevs av Spinosa 1854.  Eumenes rethoides ingår i släktet krukmakargetingar, och familjen Eumenidae. Inga underarter finns listade i Catalogue of Life.